# Romuald Zysnarski
Romuald Zysnarski (ur. 13 grudnia 1928 w Grudziądzu, zm. 23 kwietnia 2004 w Poznaniu) – działacz społeczny, wicewojewoda poznański, kilkukrotny akademicki mistrz Polski w pływaniu.

## Życiorys
Urodzony z ojca Ludwika i matki Eugenii Kownackiej. W wieku 14 lat zmuszony do pracy fizycznej przez okupantów hitlerowskich w fabryce gumy w Grudziądzu. Od 1949 studiował na Uniwersytecie Poznańskim (Wydział Prawa). Aktywny zawodnik AZS Poznań – sześciokrotnie uzyskał tytuł Akademickiego Mistrza Polski w pływaniu.
Zatrudniony w Urzędzie Wojewódzkim w Poznaniu przeszedł karierę od referenta do wicewojewody. Członek Towarzystwa Pamięci Powstania Wielkopolskiego 1918–1919. Był krajowym sędzią Polskiego Związku Pływackiego, prezesem wojewódzkiej organizacji Ligi Obrony Kraju, przewodniczącym Wojewódzkiej Rady Obywatelskiego Komitetu Ochrony Pomników Walki i Męczeństwa, aktywnie współpracował merytorycznie z Krajową Komisją Weryfikacyjną Powstania Wielkopolskiego. Z jego inicjatywy powstały szkoły muzyczne w Kole, Nowym Tomyślu, Pile i Szamotułach. Współrealizował plan zagospodarowania Szlaku Piastowskiego oraz budowę Muzeum Pierwszych Piastów na Lednicy wraz ze Skansenem w Dziekanowicach. Był także współinicjatorem upowszechnienia idei Ogólnopolskiego Konkursu "Mistrz Gospodarności". Na emeryturę przeszedł w 1990 r.
Odznaczony Krzyżem Kawalerskim Oficerskim i Komandorskim Orderu Odrodzenia Polski, Odznaką Honorową Za Zasługi dla Województwa Wielkopolskiego i medalem Zasłużony dla Sportu Pływackiego i Ratownictwa.
Spoczywa na Cmentarzu Junikowskim w Alei Zasłużonych (w pogrzebie brał udział m.in. wojewoda Andrzej Nowakowski).